# Monte Carmelo (Venezuela)
Monte Carmelo è un comune del Venezuela situato nello Stato di Trujillo.
Il capoluogo del comune è la città di Monte Carmelo.